# Carl Alexander von Heideloff

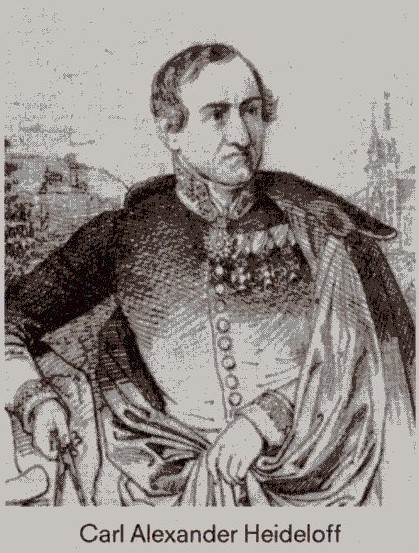
Carl Alexander von Heideloff, cirka 1840.

Carl Alexander von Heideloff, född 2 februari 1789 i Stuttgart, död 28 september 1865 i Hassfurt am Main, var en tysk arkitekt, målare och kopparstickare.
Han var son och lärjunge av teatermålaren och arkitekten Victor Wilhelm Peter von Heideloff (1757-1816), var en av den gotiska stilens främsta förespråkare i södra Tyskland. Han studerade medeltida minnesmärken i Württemberg och kallades, sedan han vistats en tid i Coburg, där han byggde residenset, 1822 till Nürnberg, där han blev professor vid den av kronprinsen Ludvig grundade polytekniska skolan. Där fick han tillfälle dels att själv skapa nytt, dels att utföra en mängd lyckade restaureringar. Av de förra kan nämnas Plattnerska huset i Nürnberg, Katolska kyrkan i Leipzig och slottet Lichtenstein i Schwaben, av de senare flera kyrkor i Nürnberg och medeltida byggnadsverk i Württemberg.
Dessutom finns av honom oljemålningar, såsom Kejsar Maximilian vid hertig Eberhards med skägget grav, och kopparstick. Han var även författare i arkitektur och utgav bland annat Ornamentik des Mittelalters (1838-1852) och Nürnbergs Baudenkmäler der Vorzeit (1838-1843, ny upplaga 1855).